# Molophilus procax
Molophilus procax är en tvåvingeart som beskrevs av Alexander 1946. Molophilus procax ingår i släktet Molophilus och familjen småharkrankar. Inga underarter finns listade i Catalogue of Life.